# Загони жіночої оборони
Заго́ни жіно́чої самооборо́ни (курд. Yekîneyên Parastina Jin — YPJ) — народне ополчення в Сирійському Курдистані, створене 2012 року як жіноча частина YPG (Yekîneyên Parastina Gel, Загони народної оборони). YPJ і YPG — військове крило курдської коаліції, яка фактично контролює більшу частину Сирійського Курдистану (Рожава). YPJ і YPG — учасники громадянської війни в Сирії (з 2011 року), обороняюють заселені курдами території. Основним їхнім противником є Ісламська держава, яка зайняла території на південь від них. На кінець 2014 року YPJ нараховували 7-10 тисяч бійців у віці від 18 до 40 років.

## Історія
YPJ відіграли важливу роль в порятунку тисяч єзидів в горах Синджар, які опинилися під загрозою винищення Ісламскою державою в серпні 2014 року. YPJ брали активну участь в боях за Кобане.
YPJ привертає увагу ЗМІ як рідкісний приклад сильного жіночого руху в регіоні, де роль жінки в суспільстві традиційно сильно обмежена.

## Галерея фотографій
|  |
|  |

|  |
|  |

|  |
|  |

|  |
|  |

|  |
|  |